# 패트리스 트루부아다

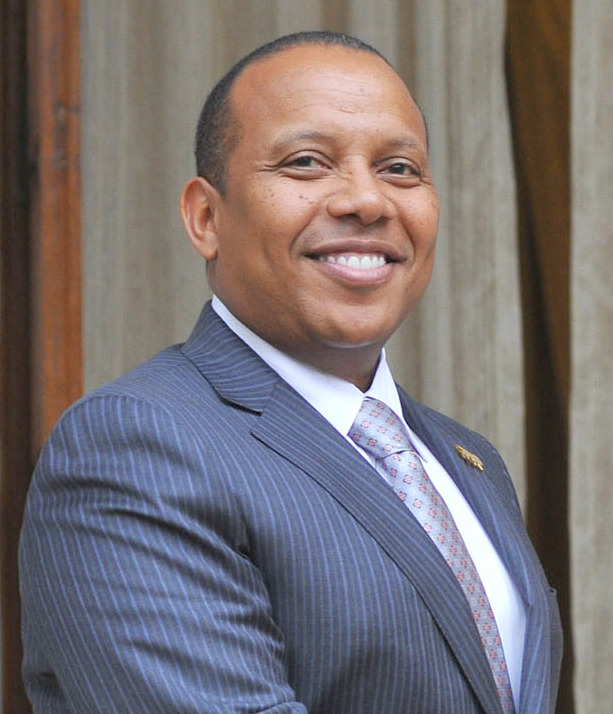
2015년 모습

패트리스 트루부아다(Patrice Trovoada, 본명: 패트리스 에메리 트루부아다, Patrice Émery Trovoada, 1962년 3월 18일 출생)는 상투메 프린시페의 정치인으로 2022년 11월부터 상투메 프린시페의 제15대 총리를 맡고 있다. 이전에 2008년 2월부터 2008년 6월까지, 2010년 8월부터 2012년 12월까지, 그리고 2014년 11월부터 2018년 12월까지 또다시 총리를 역임했다.